# Mr. Pickles
Mr. Pickles è una serie televisiva animata statunitense, creata da Will Carsola e Dave Stewart nel 2013.
La serie ruota attorno alla famiglia Goodman, in particolare al figlio di sei anni Tommy e al suo border collie, il satanico Mr. Pickles. La serie fa ampio uso di humor nero, violenza gratuita e immagini grottesche e oscure in un contesto fortemente satirico.
La serie è stata trasmessa per la prima volta negli Stati Uniti su Adult Swim il 25 agosto 2013 con l'episodio pilota, continuando ufficialmente dal 21 settembre 2014 al 17 novembre 2019, per un totale di 31 episodi ripartiti su quattro stagioni. In Italia le prime due stagioni sono state pubblicate su TIMvision dal 14 settembre al 6 dicembre 2016. In seguito è stata ripresa su Prime Video con la terza stagione dal 1º gennaio 2022.
In Italia la serie viene tolta completamente da Prime Video il 31 dicembre 2022 a causa della scadenza dei diritti.
Dopo l'annuncio della quarta stagione prima della trasmissione della terza, il 17 novembre è andato in onda il finale a sorpresa della serie, sostituendo la serie con il suo spin-off Momma Named Me Sheriff.

## Trama
Nella piccola e antiquata comunità di Old Town, la famiglia Goodman e il loro innocente figlio di sei anni Tommy hanno un border collie satanico di nome Mr. Pickles. I due trascorrono le loro giornate divertendosi in giro mentre all'insaputa di Tommy, della famiglia o di chiunque altro tolleri Mr. Pickles, eccetto il nonno di Tommy che cerca di farlo scoprire, il cane sgattaiola segretamente via per uccidere e mutilare le sue innumerevoli vittime. Il cane spesso ricompone e resuscita le sue vittime che poi risiedono nella sua tana sotterranea e eseguono i suoi ordini. Attraverso la sua furia malvagia e omicida contro coloro che minacciano Tommy, Mr. Pickles sembrerebbe portare ordine a Old Town, che altrimenti sarebbe piena di crimini di fronte ad uno sceriffo incapace.

## Episodi
| Stagione         | Episodi | Prima TV USA | Pubblicazione Italia |
| ---------------- | ------- | ------------ | -------------------- |
| Prima stagione   | 10      | 2014         | 2016                 |
| Seconda stagione | 10      | 2016         | 2016                 |
| Terza stagione   | 10      | 2018         | 2022                 |
| Quarta stagione  | 1       | 2019         | inedita              |

## Personaggi e doppiatori

### Personaggi principali
- Mr. Pickles (stagioni 1-4), voce originale di Dave Stewart, italiana di Stefano Mondini.
Il protagonista della serie nonché il border collie della famiglia Goodman. Anche se da una parte è bravo e altruista nei confronti della sua famiglia (soprattutto con Tommy), Mr. Pickles è in realtà l'incarnazione del diavolo che uccide, mutila e abusa sessualmente le persone che rappresentano una minaccia per Tommy. Ama mangiare i sottaceti (pickles in inglese) che Tommy gli dà regolarmente. È molto intelligente e possiede incredibili abilità chirurgiche che usa soprattutto per mutilare le sue vittime. Inoltre, possiede dei poteri demoniaci che gli consentono di comunicare con gli animali tramite un linguaggio gutturale e non comprensibile agli esseri umani (in realtà si tratta di frasi di senso compiuto pronunciate al contrario e con la voce fortemente distorta), che induce gli animali a cui si rivolge a compiere le azioni da lui richieste senza alcuna opposizione; tale abilità, tuttavia, non può essere utilizzata sugli animali privi d'orecchie, come ad esempio i serpenti. Nonostante i suoi modi crudi è estremamente protettivo nei confronti del giovane Tommy e della sua famiglia. Ha una rivalità con Henry Gobbleblobber, l'unico membro della famiglia Goodman consapevole della natura malvagia di Mr. Pickles. Anche se in realtà non fa mai del male a Henry, il cane mette il vecchio in situazioni abbastanza umilianti facendolo sembrare pazzo. È sessualmente attratto dalla madre di Tommy e spesso tocca le sue parti intime o guarda sotto la sua gonna. Anche se apparentemente sembrerebbe normale, la cuccia di Mr. Pickles conduce ad un'enorme tana sotterranea nascosta piena di schiavi (viventi e non), vittime, sangue, pentagrammi e il maestoso trono del cane, dove di solito mangia i suoi sottaceti. Spesso i personaggi malvagi incontrati nel corso della serie si ritrovano nella tana di Mr. Pickles dove vengono uccisi o tenuti prigionieri.
- Tommy Goodman (stagioni 1-4), voce originale di Kaitlyn Robrock, italiana di Barbara Pitotti.
Il piccolo figlio della famiglia Goodman. Indossa le bretelle e considera Mr. Pickles come il suo migliore amico spesso dandogli i sottaceti ogni volta che si comporta bene. Spesso viene protetto o salvato dal cane che, a differenza del rapporto con gli altri membri della famiglia, sembra essere molto più protettivo nei suoi confronti anche a causa della sua ingenuità. Come per la maggior parte dei personaggi della serie, Tommy non è a conoscenza della natura malvagia di Mr. Pickles.
- Stanley Goodman (stagioni 1-4), voce originale di Jay Johnston, italiana di Fabrizio Pucci.
Il padre di Tommy che lavora come venditore. Stanley è costantemente vittima di mobbing da parte del suo capo, di conseguenza, Stanley trova difficilmente il tempo da trascorrere con la sua famiglia, in particolare con suo figlio. Anche se non interagiscono molto, sembra che Mr. Pickles lo rispetti comunque e in una puntata ha anche mostrato disappunto verso il medico di Stanley quando sembrava che gli stesse facendo del male.
- Beverly Goodman (stagioni 1-4), voce originale di Brooke Shields, italiana di Sabrina Duranti.
La procace madre di Tommy. Beverly è ignara sulla natura malvagia di Mr. Pickles e sembra respingere ogni volta il comportamento sessuale del cane. Come suo figlio, Beverly è molto ingenua e, a volte si sente limitata dalla sua vita casalinga. Nonostante sia la prima persona a respingere le storie del padre su Mr. Pickles, lei gli è molto vicino comunque. Verso la fine della seconda stagione, lei ha dimostrato che è molto stanca dei suoi doveri domestici.
- Henry Gobbleblobber (stagioni 1-4), voce originale di Donald Sutherland, italiana di Bruno Alessandro.
Il nonno di Tommy e il padre della signora Goodman, noto a tutti come "nonno Goodman". Egli è l'unico membro della famiglia a conoscenza della malvagità di Mr. Pickles e ha testimoniato diversi omicidi del cane. Tuttavia, la maggior parte delle volte, la sua famiglia e lo sceriffo della città respingono i suoi tentativi di esporre il cane in una delle sue storie reali su Mr. Pickles. Henry vede Mr. Pickles come un mostro ma sa che lo fa per la sicurezza di Tommy. Henry soffre di molestie da parte del cane, anche se in seguito faranno pace. Alla fine della prima stagione, Henry tenta di filmare Mr. Pickles dentro la sua cuccia, per mostrare allo Sceriffo che il cane aveva molti androidi ad alta tecnologia. Henry in seguito finisce per essere portato in manicomio, quando ha attaccato per sbaglio il vero sceriffo. Mr. Pickles alla fine riesce a liberare Henry dal manicomio, ironicamente salvandolo. Nel finale della seconda stagione, Henry trova una strana moneta demoniaca associata a Mr. Pickles che lo ha portato a trovare la moglie Agnes pensata fino ad allora deceduta, che si rivela essere Steve, l'umano domestico che serve a Mr. Pickles.

### Personaggi di supporto
- Sceriffo (stagioni 1-4), voce originale di Will Carsola, italiana di Roberto Stocchi.
Lo sceriffo senza nome di Old Town, che vive con la madre e la sorella. Si comporta come un bambino e ha una bambola di nome Abbigail, alla quale spesso parla alle feste del tè organizzate da lui. Egli è spesso chiamato da Henry ogni volta che ha la prova che Mr. Pickles è malvagio, ma Mr. Pickles di solito riesce a incolpare qualcun altro o a rimuovere le prove. Ironia della sorte, nonostante le sue dubbie capacità come un ufficiale di polizia, lo Sceriffo è spesso accreditato con la cattura e l'arresto di alcuni individui aiutato dallo stesso Mr. Pickles, facendo credere alle persone che sia un vero competente funzionario di polizia. Lo Sceriffo stesso sembra vedere Mr. Pickles come un buon cane e nella seconda stagione, recluta Mr. Pickles come un cane poliziotto per aiutarlo a rintracciare dei serial killer scappati da un bus della polizia. Mr. Pickles, nella stessa puntata, salva anche lo sceriffo quando stava per essere ucciso da uno degli assassini fuggiti. Questo lo ha reso uno delle poche persone al di fuori della famiglia Goodman che in realtà finisce per essere protetto dalle cattive azioni di Mr. Pickles.
- Steve (stagioni 1-4), voce originale di Barbara Goodson, italiana di Stefania Romagnoli.
Originariamente conosciuto come Agnes Gobbleblobber, era la moglie di Henry e la madre di Beverly. Per ragioni ancora ignote, Agnes ha simulato la sua morte, diventando "l'umano domestico" di Mr. Pickles. Steve vive e lavora nelle grotte sotto la cuccia del cane, in qualità di suo guardiano. Nel finale della seconda stagione, Henry scopre la verità su Steve.
- Mr. Bojenkins (stagioni 1-4), voce originale di Frank Collison (st. 1-2) e Alex Désert (st. 3-4), italiana di Gianni Giuliano.
Un afro-americano che guida un carro trainato da alcuni grandi pitbull. È conosciuto per avere rapporti sessuali con più donne ed è considerato il migliore amico dello sceriffo. Come tutti gli altri adulti, si prende gioco delle cattive storie su Mr. Pickles del nonno. In un episodio della seconda stagione, il signor Bojenkins aiuta lo sceriffo a salvare una donna che era la figlia di un boss criminale che è stata tenuta prigioniera da Mr. Pickles dalla prima stagione. Dopo averla salvata con l'aiuto dello Sceriffo, finì a letto con lei.

### Personaggi ricorrenti
- Floyd (stagioni 1-3), voce originale di Dave Stewart, italiana di Roberto Draghetti (st. 1-2) e Roberto Fidecaro (st. 3).
Il collega di Stanley Goodman che lavora come venditore. Patologicamente obeso, Floyd è quasi sempre visto mangiare vari alimenti. La sua obesità è dovuta ad una vincita in seguito ad una competizioni alimentare. A causa della sua fama concorrenziale, è sorprendentemente abbastanza ricco e vive in un palazzo con la sua bella moglie. Gli interni del suo palazzo sono riempiti da disegni contenenti per lo più cibo. Ha anche una palestra, ma non la usa dato che non può passare attraverso la porta. Nonostante il suo appetito e il suo aspetto, sembra andare d'accordo con tutti, anche se Stanley lo trova scomodo. Nel secondo episodio della seconda stagione, Floyd è diventato apparentemente più obeso.
- Boss (stagioni 1-3), voce originale di Will Carsola, italiana di Alberto Bognanni.
Il capo di Stanley, che usa la sua posizione per bullizzarlo facendogli fare cose umilianti.
- Linda (stagioni 1-3), voce originale di Dave Stewart.
Una donna poco attraente e squilibrata, migliore amica di Beverly. È nota per aver tentato di vendere oggetti vecchi o rotti a molte persone, in particolare agli stessi Goodman. Ella è spesso vista scavare nella spazzatura per cercare qualcosa da vendere alla gente. Ha anche una figlia di nome Linda Jr.
- Fratelli Blorpton (stagioni 1-3), voci originali di Dave Stewart.
Due ragazzi che si divertono a bullizzare Tommy, a causa della sua condizione. In diversi episodi si trovano in pose suggestive che implicano spesso un'attrazione omosessuale tra di loro.

## Produzione

Mr. Pickles nella sigla del cartone.

La serie è stata creata da Will Carsola e Dave Stewart, due sceneggiatori che operano sotto il nome di Day by Day. La serie viene prodotta dagli stessi insieme a Michael J. Rizzo. Secondo Will e Dave, la serie rimane uno tra gli show di punta di Adult Swim. Le idee si presentano inizialmente come dei semplici scarabocchi, il risultato di un lungo lavoro che Stewart e Carsola hanno passato rispettivamente tra lo scrivere "riga per riga" e "l'inventare delle idee". In un'intervista, Carsola ha affermato che in questo modo le idee vengono promosse più facilmente. In genere le sceneggiature vengono scritte nel corso di 5 mesi, mentre la produzione degli episodi avviene dagli 8 ai 10 mesi. In genere le scene divertenti che succedono in secondo piano vengono scritte da Willis nel corso di uno o due giorni, mentre le scene sessualmente esplicite vengono coperte semplicemente con dei cespugli, per rimanere negli Standard & Practices che richiede Adult Swim. Nel 2014, al San Diego Comic-Con International, i due hanno rivelato che l'idea del personaggio di Mr. Pickles era basata su Lassie dell'omonima serie. La parte iniziale della sigla di Mr. Pickles è stata ispirata da quella di Lassie, ma dopo la scena dell'incidente, la sigla diviene più macabra e contraria a quello che succede in Lassie.
Mr. Pickles è in parte ispirato anche al cane di Dave Stewart, un Australian cattle dog, che è servito sia come ispirazione al personaggio che come base dell'animazione dello stesso. L'animatore Mike L. Mayfield, in seguito, ha poi rivelato che il cane veniva registrato per ispirarne i movimenti e le sue azioni. La serie è animata utilizzando il software Adobe Flash. In un'intervista, Carsola ha affermato che la durata reale del cartone dovrebbe essere di 22 minuti. Infatti, le scene, vengono estremamente rivisitate e "schiacciate" fino a farlo diventare un cartone da soli dieci minuti. In un'intervista al Collider.com, Carsola ha affermato che alcuni episodi della serie sono ispirati a film come Shining, La casa 2 e in generale ai film di genere horror. Alcune storyline della serie sono in parte esperienze che Willis ha vissuto in una piccola città della Virginia. Tra le voci dei personaggi figurano Brooke Shields, Frank Collison, Jay Johnston e gli stessi Carsola e Stewart. La serie è stata rinnovata per una terza stagione, andata in onda dal 25 febbraio 2018, e per una quarta.

## Distribuzione

### Trasmissione internazionale
- 25 agosto 2013 negli Stati Uniti d'America su Adult Swim;
- 3 agosto 2015 in Australia su The Comedy Channel;[20]
- 10 settembre 2015 nel Regno Unito su Fox;
- 8 agosto 2016 in Russia su 2x2;
- 14 settembre 2016 in Italia su TIMvision;[1]
- 1º giugno 2018 in Portogallo su TBS;
- 24 luglio 2019 in Francia su Adult Swim;
- 15 febbraio 2019 nel Regno Unito su All 4;
- 1º aprile 2019 in Canada su Adult Swim;[21]
- 1º gennaio 2022 in Italia su Prime Video.[3][4][5]

### Edizioni home video
Nel Regno Unito, la prima stagione della serie è stata resa disponibile in DVD e Blu-ray dal 12 agosto 2019, includendo l'episodio pilota di Mr. Pickles.

## Accoglienza
La serie è stata rinnovata per dieci episodi di un quarto d'ora per la sua prima stagione, in anteprima sulla rete il 21 settembre 2014 dopo la première della nona stagione di Squidbillies. Nel luglio 2013, l'episodio pilota è stato pubblicato online come parte di una presentazione di programmi in fase di sviluppo della rete, in collaborazione con KFC; gli spettatori potevano votare il loro episodio pilota preferito, con il vincitore trasmesso il 26 agosto 2013. La serie ha perso contro Übermansion, una produzione di Stoopid Buddy Stoodios, sebbene la presentazione nel suo insieme abbia vinto un Internet Advertising Campaign Award nel 2014 come "Miglior campagna pubblicitaria televisiva integrata". L'episodio pilota è stato successivamente pubblicato sul sito web di Adult Swim il 23 gennaio 2014 e su YouTube il 10 marzo dello stesso anno, diventando virale con oltre 700.000 visualizzazioni dopo circa un mese. Una seconda stagione è stata menzionata al San Diego Comic-Con del 2014.
Aaron Simpson di Cold Hard Flash ha definito la serie una fusione tra Lassie e Superjail!, osservando la presenza di alcuni commenti sociali e affermando che "è qualcosa di più di un semplice sketch multi-episodico". Mike Hale del New York Times l'ha etichettato " la controparte "meno raffinata ma più mainstream" di Tim & Eric's Bedtime Stories, un'altra serie della rete. Ha scritto inoltre che Mr. Pickles è "più macabro che divertente", tuttavia ha predetto che avrebbe avuto un seguito di culto e che la voce di Brooke Shields avrebbe aggiunto "un cachet di cultura pop surreale [alla serie]".

## Serie spin-off
Una serie animata spin-off intitolata Momma Named Me Sheriff è stata trasmessa per due stagioni, per un totale di 19 episodi, dal 18 novembre 2019 al 15 marzo 2021. È incentrata sulle vicende dello sceriffo di Old Town insieme al nuovo vice sceriffo Stanley Goodman e l'agente Dispatch Herman. Continua la trama di Mr. Pickles in seguito al finale della quarta stagione a sorpresa The Tree of Flesh.